# Ішинськ
Ішинськ (рос. Ишинск) — село Чойського району, Республіка Алтай Росії. Входить до складу Чойського сільського поселення.
Населення — 5 осіб (2015 рік).
Село засноване 1911 року.